# René Guyot
René Guyot (ur. 1882, zm. ?) – francuski lub belgijski strzelec, medalista olimpijski.
Guyot wystąpił na Letnich Igrzyskach Olimpijskich 1900, rozgrywanych w Paryżu. Pojawił się na starcie wyłącznie w trapie, w którym zdobył srebrny medal z wynikiem 17 punktów (w dogrywce przegrał z Rogerem de Barbarin).
Turniej w Paryżu był jednocześnie mistrzostwami świata, więc medaliści olimpijscy zostawali automatycznie medalistami mistrzostw świata. Nie tyczy się to jednak zawodników startujących w trapie i pistolecie szybkostrzelnym, więc Guyot nie jest wymieniany na liście medalistów mistrzostw świata.
Według znacznej większości źródeł Guyot był Francuzem, jednak według doniesień Le Figaro miał on być Belgiem. Ponadto na froncie podczas I wojny światowej walczył Belg o podobnych personaliach – być może jest to ta sama osoba (żołnierz ten zmarł w 1914 roku w Herbeumont).